# Lakhanapur, Jevargi
Lakhanapur là một làng thuộc tehsil Jevargi, huyện Gulbarga, bang Karnataka, Ấn Độ.